# 龍王鯨
龍王鯨（意為「帝王蜥蜴」），又名械齿鲸(Zeuglodon)，已經絕種的古代海洋哺乳動物，現代鯨魚的近親，是鯨下目中的一個屬，生存於4,000萬至3,500萬年前的始新世晚期。
龍王鯨剛開始被誤認為是巨大的海洋爬蟲類的化石，所以被命名為帝王蜥蜴。它最早是在美國路易斯安納州被發現的，隨後古生物學家從埃及與巴基斯坦發現的化石中辨認出至少存在一個其他的種。
龍王鯨平均身長為15—18米（49—59英尺），而且擁有比現代鯨魚更為修長的身體，為始新世目前已知體型最大的動物伊西斯龍王鯨 B. isis 的體型略小於似鯨龍王鯨 B. cetoides。古生物學家對於牠們已經退化的短小後肢非常感興趣，因為它可以證明現代鯨魚原先是由陸生哺乳類動物演化而來。龍王鯨也是密西西比州與阿拉巴馬州的州化石。

## 發現

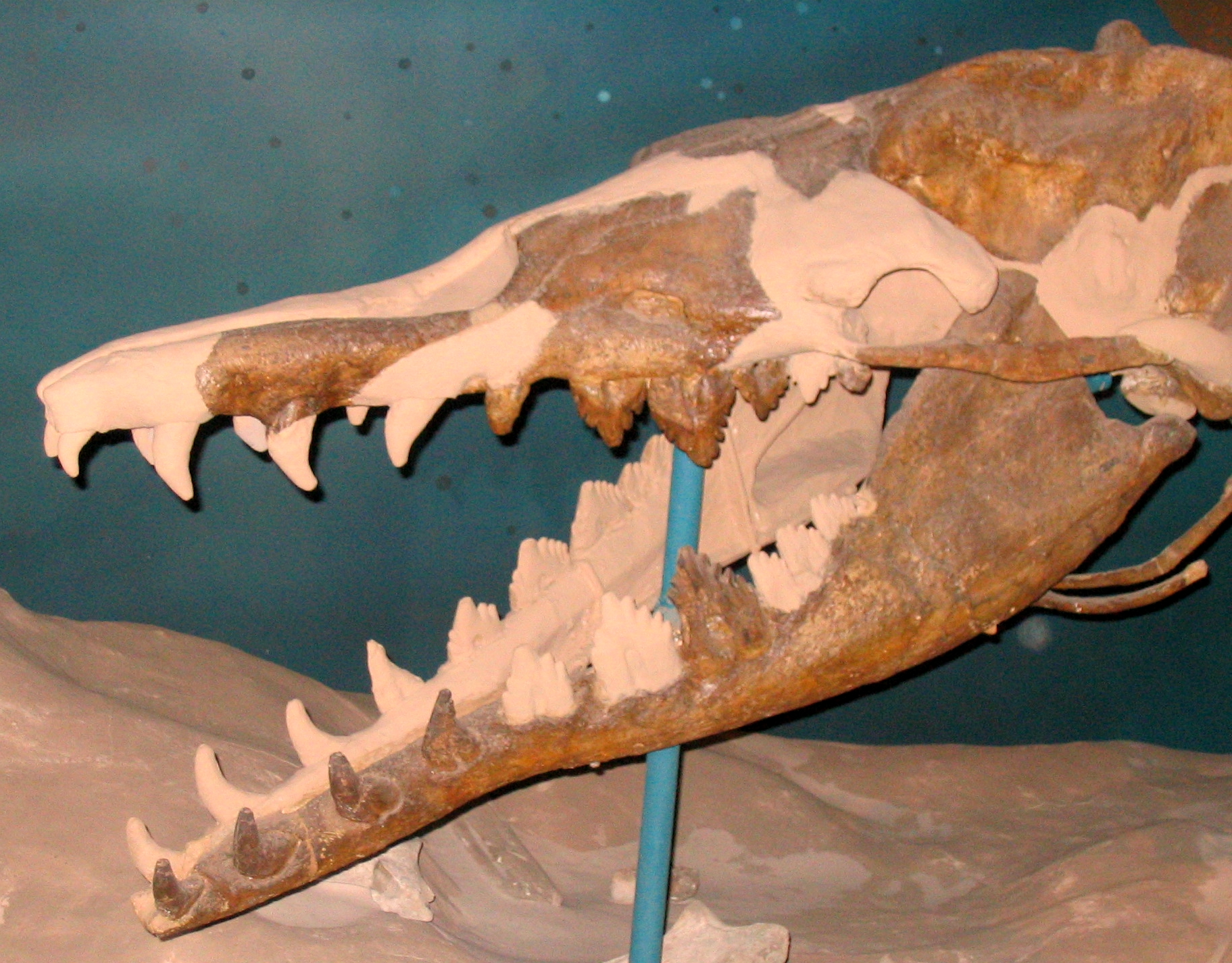
龍王鯨的頭骨化石

在19世紀早期的路易斯安納州與阿拉巴馬州，龍王鯨的化石是相當常見的，因此它們經常被當成家具的原料。後來一具龍王鯨的脊椎骨被一位鑑賞家送到了美國哲學會，因為他擔心化石被當地人破壞。這具化石最後流入了解剖學家理察德·哈倫（Richard Harlan）博士的手中，他認為這是一種新型恐龍或爬蟲類動物，並將它命名為Basilosaurus，意即「蜥王龍」。而當英國的解剖學家理查·歐文（Richard Owen）研究了脊椎骨、顎部的碎片、前肢與後來發現的肋骨化石後，他宣佈這是一種哺乳類生物。歐文提議將牠重新命名為Zeuglodon cetoides，現在變成龍王鯨的一個同物異名。雖然這個名稱被很多人認為是比較恰當的，但是依照慣例，必須使用第一次公佈的名稱。而中文名便靈活翻譯成「龍王鯨」。
在1845年，亞伯特·寇區（Albert Koch）得知在阿拉巴馬州發現的巨大骨頭，後來被拼成了一具完整的骨骼的故事。他後來拼湊出一具長114英呎的「大海蛇」骨骼，並且讓它在紐約與歐洲來公開展覽。這具所謂的「大海蛇」骨骼最後被發現其實是5具不同個體的骨骼所組成的，其中有一些並不是龍王鯨，這些骨骼最後毀於1871年的芝加哥大火。
從埃及的鯨魚谷所發現的化石中，鑑定出龍王鯨的另一個種，稱為伊西斯龍王鯨（Basilosaurus isis）。這些化石保存相當良好，包括了後肢在內，而且是為數眾多。古生物學家菲利浦·金格里奇（Philip Gingerich）在這個山谷組織了幾次挖掘，而且推斷埃及人對於印度鱷的信仰可能是因為這些埋藏在此的巨大化石。巴基斯坦則發現另外一個種Basilosaurus drazindai。一種命名為巴西勒鯨的鯨魚則是已知最接近龍王鯨的一種，不過身體並沒有龍王鯨那麼大與瘦長。

## 特徵
龍王鯨最顯眼的特徵是身體非常細長，因為牠們有前所未有細長的脊椎骨，所以被描繪成最細長的鯨魚。在與其他海洋哺乳類相比之下，龍王鯨被認為有不尋常的運動方式。大小相同的胸部、腰部、薦部與尾部脊椎骨意謂著龍王鯨是類似鰻魚般的方式來活動。甚至更古怪的是，古生物學者菲利浦·金格里奇認為龍王鯨在一些情況下可能也會以水平的似鰻魚般的方式來移動，對於海洋哺乳類還有不清楚的地方。尾部的骨骼顯示龍王鯨很可能擁有小型的尾鰭，不過可能只對垂直移動有幫助。大部分的復原圖顯示龍王鯨擁有一個小的，推測類似鬚鯨的背鰭，而其它的復原圖則顯示龍王鯨只有一個背部隆起。

### 後肢

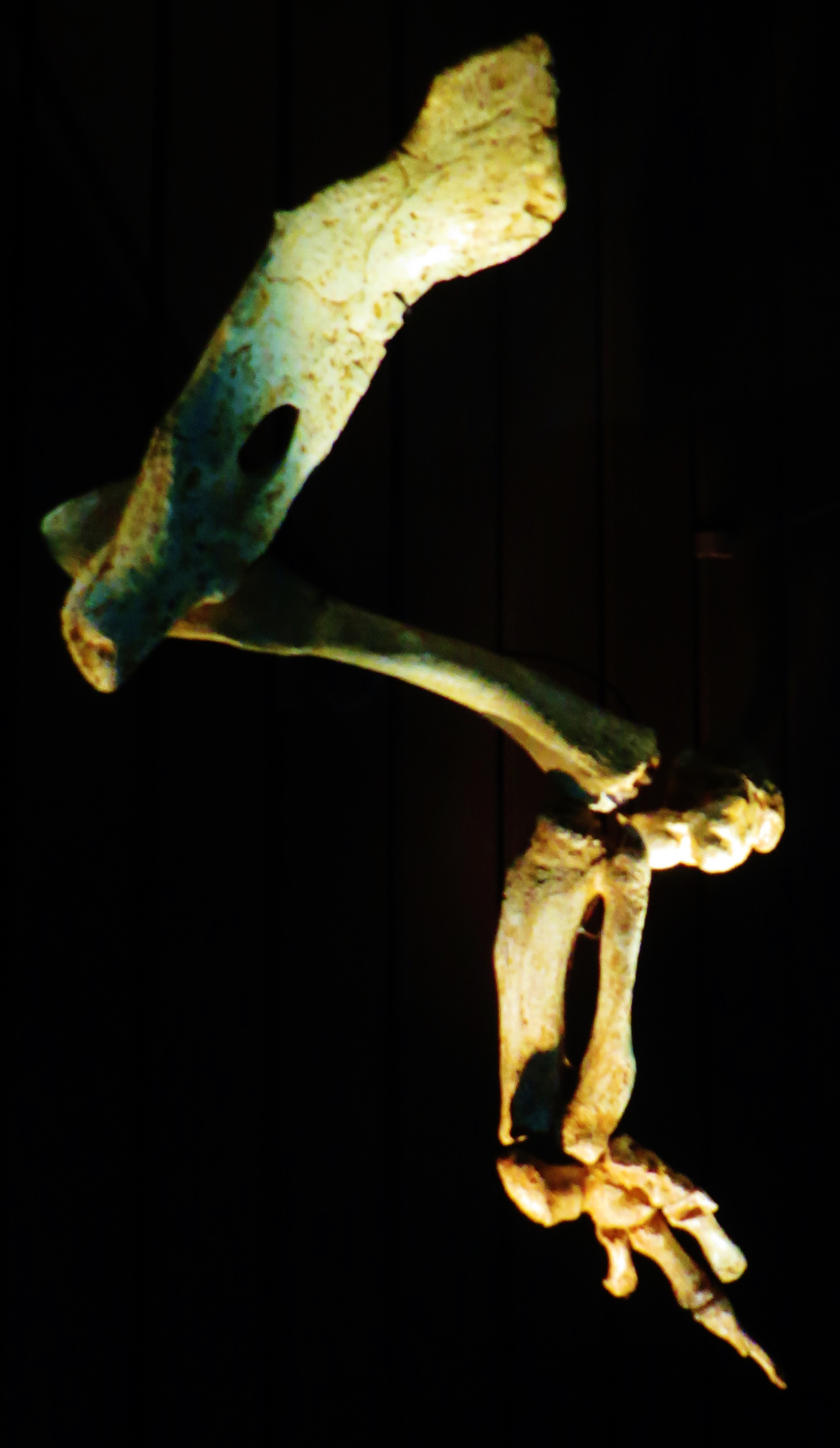
龍王鯨的後肢B. isis hind limb

一隻長16-（52-英尺）的龍王鯨個體其後肢長度約為35-（14-英寸），具有癒合的跗骨與殘留的三根腳趾，毫無疑問的它無法幫助移動。這個退化的後肢可能只是用來固定兩隻位置相異的龍王鯨。後肢類似蛇類用來引導交配的退化後肢，所以龍王鯨可能也是如此。

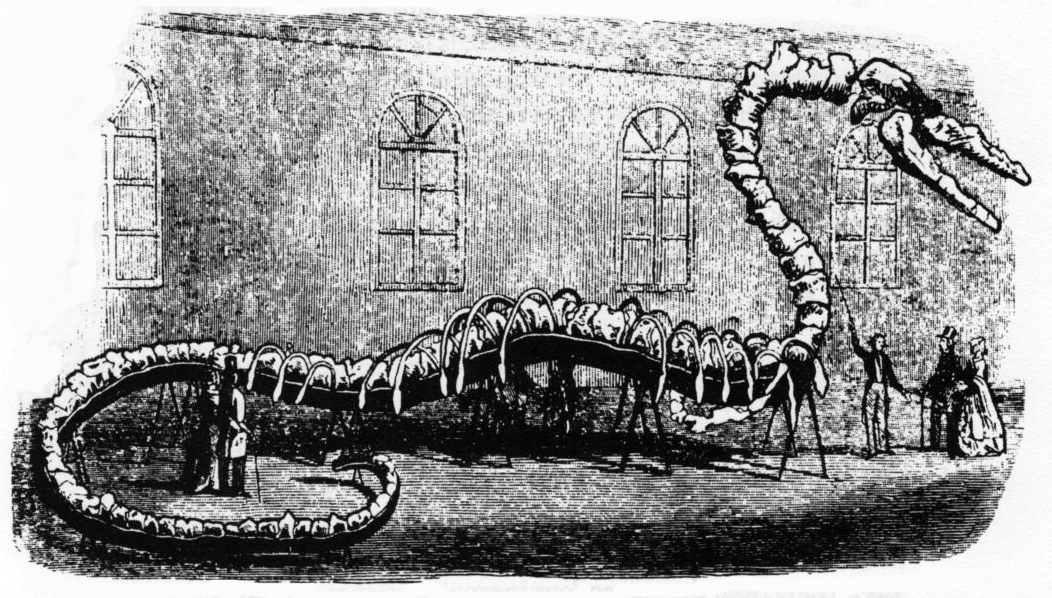
亞伯特·寇區所拼湊出的「大海蛇」，長114英尺。後來證實這具骨骼至少包括了5個不同的個體

### 脊椎與移動

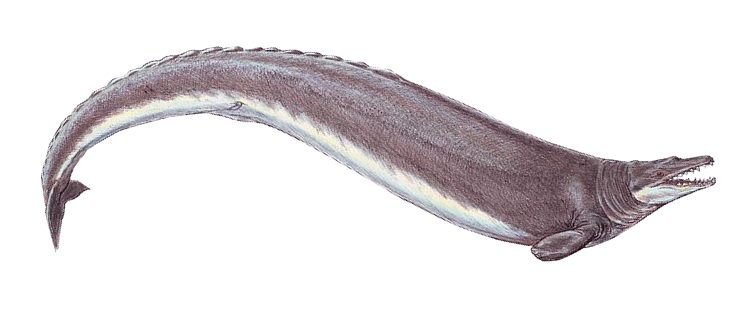
龍王鯨復原圖

龍王鯨的脊椎骨是中空的，似乎其中充滿了骨髓與液體，提供了浮力。這暗示了龍王鯨基本上只能在海洋表面進行水平面的移動，而其他的海洋哺乳類，如較小型的矛齒鯨，大部分都可以進行立體的活動。從瘦弱的軸向肌肉組織與粗的肢骨來判斷，龍王鯨被認為無法長時間持續的游泳與潛水。龍王鯨也被認為沒有任何能力在陸地上移動。

### 進食

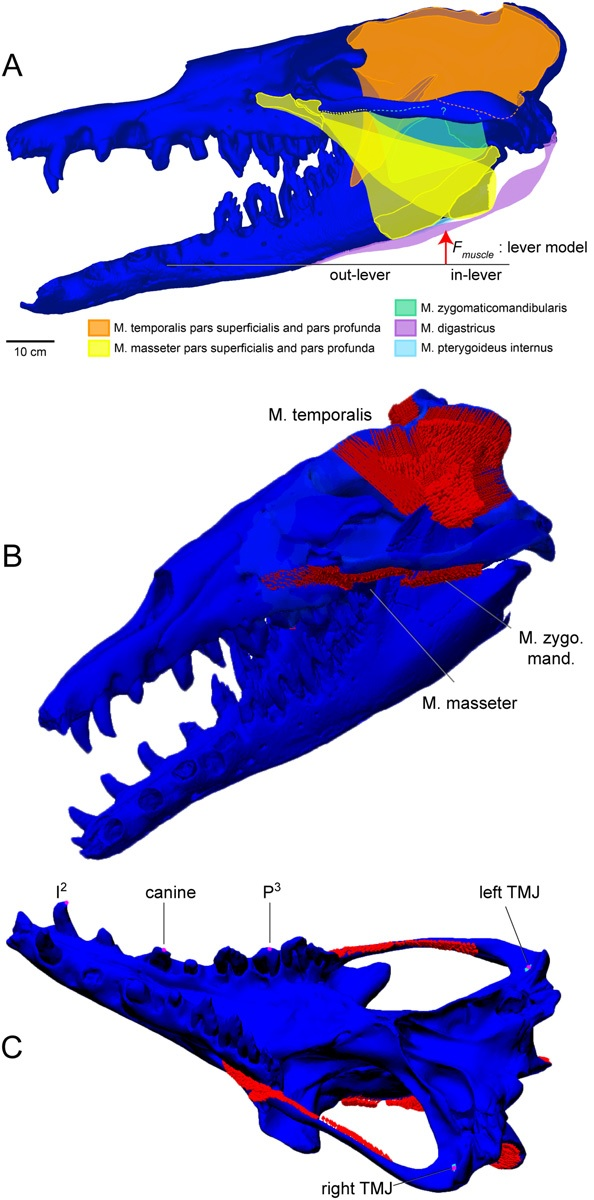
龍王鯨顎部肌肉

龍王鯨牙齒上的嚴重磨損顯示其在吞嚥食物前會先行進行咀嚼。從矛齒鯨顱骨化石上的傷痕判斷，龍王鯨的咬合力可達 3,600磅力每平方英寸（25,000千帕斯卡）。
從西陶德龍王鯨B. cetoides胃部的殘留物推斷，牠們幾乎以魚類和鯊魚為食，而年幼矛齒鯨顱骨上的咬痕則符合伊西斯龍王鯨 B. isis，顯示兩種龍王鯨食性上的差異。而現存的虎鯨也會因為生活區域的不同而以不同的食物為食。龍王鯨可能為活躍的掠食者而非食腐動物。
龍王鯨的頭部沒有類似現代齒鯨的額隆（melon），腦部也是比較小的。龍王鯨被認為沒有現代鯨魚的社會能力，上述特徵可能導致這個結果。
龍王鯨曾經被認為擁有一些柔軟的殼，不過似乎是將海龜殼誤認的結果。有一些神祕動物學家相信龍王鯨或比較進化的同類仍然存活著，牠們就是被人目擊到的大海蛇，然而龍王鯨的化石顯示牠們在3700萬年前就已經滅絕，沒有任何證據支持這項說法。

## 流行文化
龍王鯨是BBC的影集《與野獸共舞》中第2集的主角之一,影片中描述了龍王鯨的生命週期，包括交配與繁殖。在與野獸同行之後的影集《海底霸王》中，龍王鯨被描述成更具侵略性與地域性的生物。
美國作家赫爾曼·梅爾維爾在他的小說《白鯨記》中也提及了龍王鯨。
在遊戲《方舟：生存進化》中,玩家可以馴養並騎乘龍王鯨.

## 外部連結
- （英文）BBC的影集《與野獸同行》中有關龍王鯨資料與介紹 （页面存档备份，存于）
- （英文）龍王鯨的資料及牠們與鯨偶蹄目的關係
- （英文）神秘動物學中有關龍王鯨的資料 （页面存档备份，存于）
- Bejder, Lars and Hall, Brian K. Limbs in whales and limblessness in other vertebrates: mechanisms of evolutionary and developmental transformation and loss. Evolution and Development, 2002. （页面存档备份，存于）